# Delias cuningputi
Delias cuningputi är en fjärilsart som först beskrevs av Ribbe 1900.  Delias cuningputi ingår i släktet Delias och familjen vitfjärilar. Inga underarter finns listade i Catalogue of Life.

## Bildgalleri

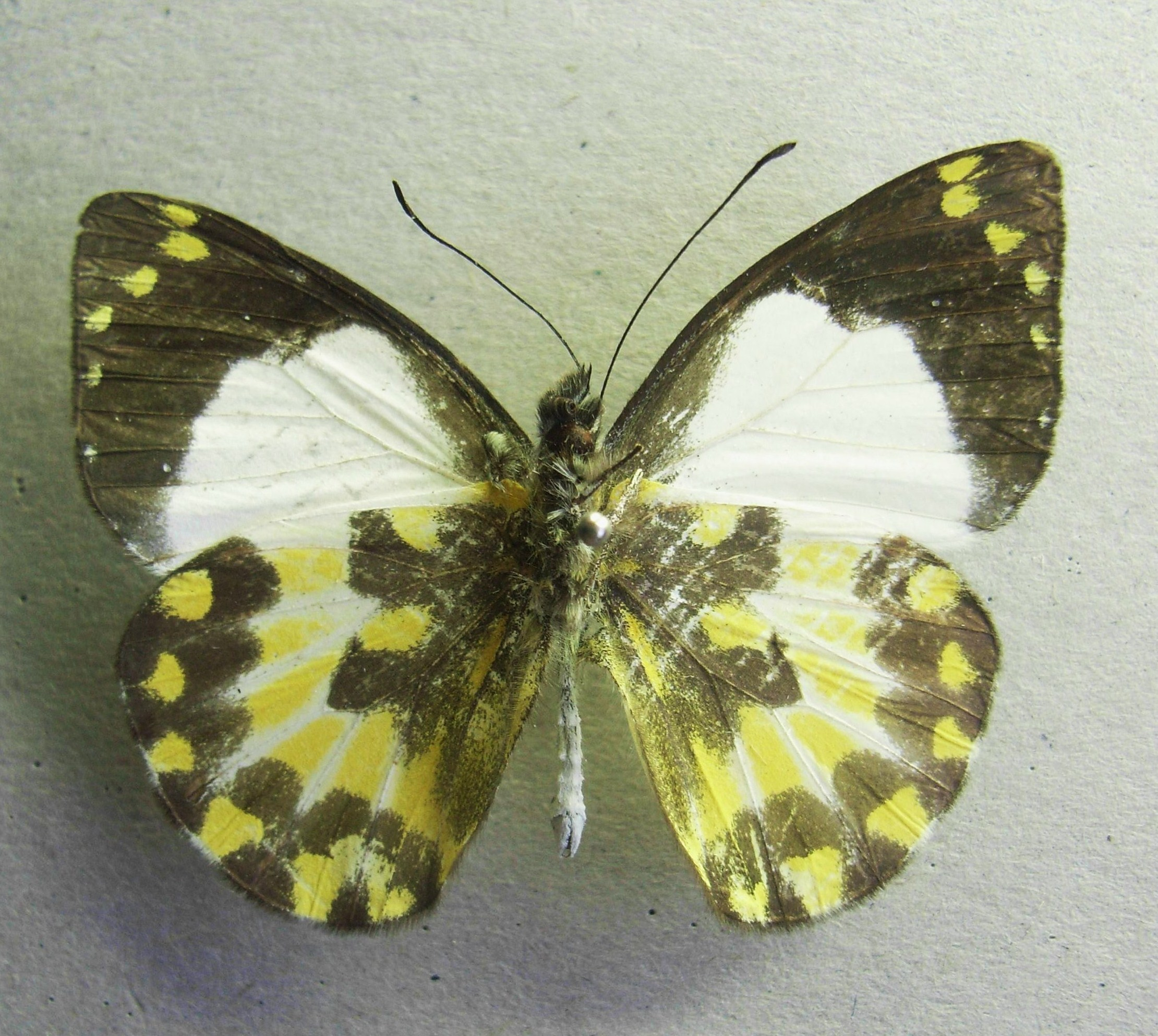